# Кархер, Герман
Герман Кархер — немецкий математик, специалист по дифференциальной геометрией.

## Биография
Защитил диссертацию в 1966 году под руководством Курта Лейхтвайса в Берлинском техническом университете.
После аспирантуры работал под руководством Джеймса Стокера в Курантовском институте математических наук.
Был профессором в Боннском университете с 1970-х годов.

## Работы
- Buser, Peter; Karcher, Hermann Gromov’s almost flat manifolds. Astérisque, 81. Société Mathématique de France, Paris, 1981. 148 pp.